# Bâtiment de l'école des professeurs de Jagodina
Le bâtiment de l'école des professeurs de Jagodina (en serbe cyrillique : Зграда Учитељске школе у Јагодини ; en serbe latin : Zgrada Učiteljske škole u Jagodini) se trouve à Jagodina, dans le district de Pomoravlje, en Serbie. Il est inscrit sur la liste des monuments culturels protégés de la république de Serbie (identifiant no SK 813),,.

## Présentation
La construction du bâtiment a été entreprise en 1826 pour les besoins du tribunal de district de Jagodina et a duré dix ans,. L'édifice a ensuite abrité une caserne et, un peu plus tard, l'administration de district,. En 1898, le bâtiment a été aménagé pour accueillir l'école des enseignants,. De 1905 à 1908, les ailes nord et sud du bâtiment ont été ajoutées, avec la construction d'une salle des fêtes et d'une salle de gymnastique, quatre salles de classe et des dortoirs,. Pendant les guerres balkaniques et la Première Guerre mondiale, l'école a été transformée en hôpital militaire,. L'école des professeurs y a été hébergée jusqu'en 1968,.

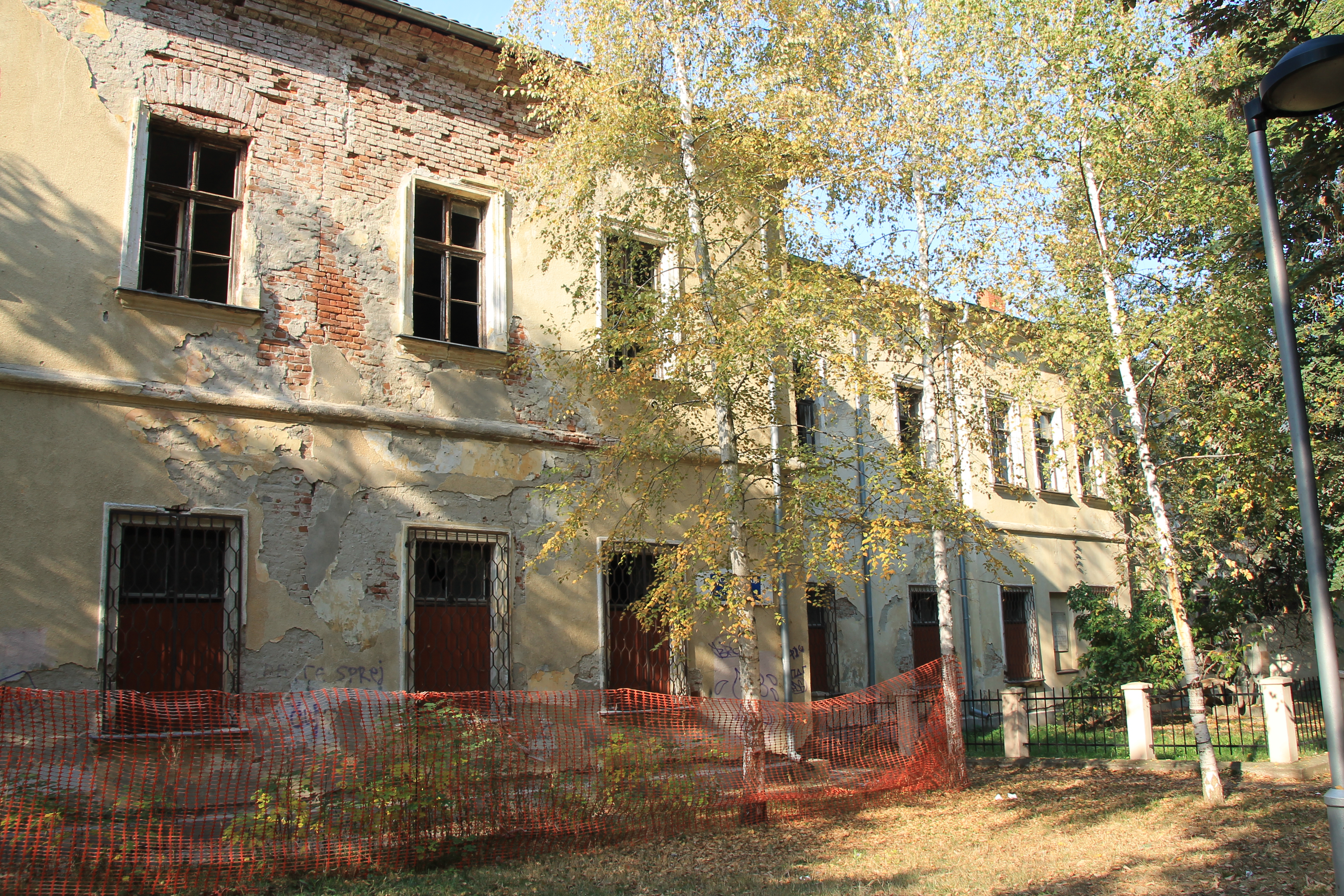
Autre vue du bâtiment.